# Suitbert Ertel
Suitbert Ertel (* 2. März 1932 in Radevormwald; † 25. Februar 2017 in Göttingen) war ein deutscher Psychologe und zuletzt Professor an der Georg-August-Universität Göttingen.

## Leben
Er begann sein Psychologiestudium 1951 an der Universität Münster bei dem Gestaltpsychologen Wolfgang Metzger. Nach einem Jahr wechselte er an die Rheinische Friedrich-Wilhelms-Universität Bonn, wo er bei dem Psychologen und Philosophen Erich Rothacker die Diplom-Vorprüfung ablegte. Danach kehrte er nach Münster zurück und legte dort 1956 die Diplom-Prüfung im Fach Psychologie ab. Nach einem fast zweijährigen Aufenthalt in Thailand als UNESCO-Research-Fellow kehrte er wieder nach Münster zurück und promovierte dort mit einer kulturvergleichenden Untersuchung an thailändischen und deutschen Studenten über Kategorien der Personwahrnehmung. Zurückgekehrt nach Münster auf eine Assistentenstelle habilitierte er sich 1968 mit einer experimentellen Studie zur Psychophonetik. Anschließend wechselte er an die Ruprecht-Karls-Universität Heidelberg als Wissenschaftlicher Rat. 1971 erhielt er einen Ruf auf den Lehrstuhl für Psychologie in der Nachfolge von Kurt Gottschaldt an die Universität Göttingen. Er nahm den Ruf an und blieb Ordinarius an der Universität Göttingen bis zu seiner Emeritierung 1997.

## Werk
Zu seinen Forschungsschwerpunkten und -interessen gehörten Differentielle Psychologie, Persönlichkeitspsychologie, Psycholinguistik, Methodenlehre und multivariate Statistik sowie Anomalistik.
1972 veröffentlichte er ein inhaltsanalytisches Verfahren, mit dem Texte auf ihren dogmatischen Sprachgebrauch hin untersucht werden konnten; dies sollte im Zuge des Positivismusstreits eine objektive und wissenschaftlich begründete Lösung der gegenseitigen Vorwürfe der beteiligten Parteien, nach denen der jeweils anderen Seite Dogmatismus vorgeworfen und dies für die eigene Seite geleugnet wurde, ermöglichen. Mit Hilfe des von ihm entwickelten Dogmatismus-Quotient (DQ) kommt er zu dem Schluss, die Texte marxistischer Autoren (z. B. von Karl Marx) seien allesamt dogmatischer als die Texte nicht-marxistischer Autoren (etwa Max Weber). Dies hat ihm wütende Gegenreden von linken Autoren eingebracht.
Sein kritisches Interesse an parapsychologischen Fragestellungen hat er in zahlreichen Referaten im Rahmen von Workshops der „Wissenschaftlichen Gesellschaft zur Förderung der Parapsychologie e. V.“ (WGFP) und Publikationen deutlich gemacht. Darunter waren Stellungnahmen zu der These von Alexander Chizhevskys vom Einfluss der Sonnentätigkeit auf kollektive und mentale Prozesse des Menschen, zur These von Michel Gauquelin von den Korrelationen zwischen Geburtshäufigkeiten berühmter Persönlichkeiten und den Stellungen der Planeten Mars, Jupiter, Saturn, Venus und des Mondes, zur These Rupert Sheldrakes über die morphischen Felder und ihren „lernbegünstigenden“ Resonanzen, zur These von Maharishi Mahesh Yogi, dem Begründer der Transzendentalen Meditation, von den friedensstiftenden und kriminalitätssenkenden Auswirkungen massenhaften Meditierens auf Unbeteiligte oder zur These von Joseph Banks Rhine über die Fähigkeit des Menschen zum hellseherischen und telepathischen Wahrnehmen und Erkennen.

## Publikationen (Auswahl)
Monografien
- Factor analysis: healing an ailing model. Univ.-Verlag Göttingen, Göttingen 2013, ISBN 978-3-86395-133-7.
- Basiskomponenten der Persönlichkeit. Univ.-Verlag Göttingen, Göttingen 2011, ISBN 978-3-86395-039-2.
- Komplexität modellieren: Faktorenanalyse am Scheideweg. Univ.-Verlag Göttingen, Göttingen 2011, ISBN 978-3-86395-013-2.
- Mit K. Irving: The tenacious mars effect. Urania Trust, London 1996, ISBN 1-871989-15-9.
- Psychophonetik: Untersuchungen über Lautsymbolik und Motivation. Hogrefe, Göttingen 1969.

Herausgeberschaften
- Mit Lilly Kemmler; M. Stadler (Hrsg.): Gestalttheorie in der modernen Psychologie. Wolfgang Metzger zum 75. Geburtstag. Steinkopff, Darmstadt 1975.

Zeitschriftenartikel/Buchbeiträge
- Die emotionale Natur des „semantischen“ Raumes. In: Psychologische Forschung. Band 28, 1964, S. 1–32.
- Erkenntnis und Dogmatismus. In: Psychologische Rundschau. Band 23, 1972, S. 241–269.
- Wissenschaftliche Qualität und progressive Dynamik im Gauquelin-Paradigma. In: Zeitschrift für Parapsychologie und Grenzgebiete der Psychologie. Band 28, 1986, S. 104–135.
- Gauquelins Planetenhypothese: Stein des Anstoßes oder Prüfstein der Vernunft? In: Psychologische Rundschau. Band 39, Nr. 4, 1988, S. 179–190.
- Verdacht eines demographischen Artefakts: Replik auf Anmerkungen zur Planetenhypothese. In: Psychologische Rundschau. Band 41, Nr. 1, 1990, S. 52–53.
- Nachruf auf Michel Gauquelin (1928–1991). In: Zeitschrift für Parapsychologie und Grenzgebiete der Psychologie. 1991 33, S. 55–62.
- Rätselhafte Gedächtniseffekte, die nicht zum Verschwinden gebracht werden können. In: Zeitschrift für Parapsychologie und Grenzgebiete der Psychologie. 1991, 33, 103–117.
- Reanalyse des Kasseler Wünschelruten-Tests der „Gesellschaft zur wissenschaftlichen Untersuchung von Parawissenschaften“ (GWUP). In: Zeitschrift für Parapsychologie und Grenzgebiete der Psychologie. Band 33, 1991, S. 250–258.
- Ist der Gauquelin-Effekt zu erklären? Eine Stellungnahme zu Arno Müllers Deutung der planetarischen Effekte. In: Zeitschrift für Parapsychologie und Grenzgebiete der Psychologie. Band 34, 1992, S. 80–88.
- Ist der Mondeffekt bei Gauquelins Schriftstellern zweifelhaft? Notizen zur Wiederholungsstudie Arno Müllers. In: Zeitschrift für Parapsychologie und Grenzgebiete der Psychologie. Band 34, 1992, S. 225–231.
- Mit Sonnenflecken korreliert? Prüfmethode I: Für seltenere historische Ereignisse: Testfall Grippe-Pandemien. In: Zeitschrift für Parapsychologie und Grenzgebiete der Psychologie. Band 35, 1993, S. 178–211.
- Planetarische Eminenzeffekte: Verwirrende und entwirrende Befunde. In: Zeitschrift für Parapsychologie und Grenzgebiete der Psychologie. Band 35, 1993, S. 90–104.
- Invited Address: Testing Sheldrake’s Claim of Morphogenetic Fields. In E. W. Cook; D. L. Delanoy (Hrsg.): Research in parapsychology 1991 (S. 169–192). Metuchen, NJ & London 1994.
- Die Stärke des Gauquelin-Planeteneffekts: Arno Müllers Bilanz korrekturbedürftig. In: Zeitschrift für Parapsychologie und Grenzgebiete der Psychologie. 1995, 37, 3–27.
- Space weather and revolutions: Chizhevsky‘s heliobiological claim scrutinized. In: Studia Psychologica. Band 38, 1996, S. 3–22.
- Mit G. Dean: Are personality differences between twins predicted by astrology? In: Personality and Individual Differences. Band 21, Nr. 3, 1996, S. 449–454.
- Morphische Resonanz auf dem Prüfstand der Experimente. In: H.-P. Dürr; F. T. Gottwald (Hrsg.): Rupert Sheldrake in der Diskussion (S. 115–140). Scherz Verlag, Bern 1997.
- Gauquelins Mars-Effekt: Illusion oder Irritation? Zum übereilten Abgesang von Dr. J. W. Nienhuys. In: Skeptiker. Band 10, Nr. 3, 1997, S. 88–92.
- The ball drawing test: Psi from untrodden ground. In: M. A. Thalbourne; L. Storm (Hrsg.): Parapsychology in the twenty-first century: Essays on the future of psychical research (S. 90–123). McFarland, Jefferson, NC 2004.
- Die neo-astrologische Entdeckung Gauquelins: Rückblick auf fünf Forschungsjahrzehnte (1955–2005). In: Zeitschrift für Parapsychologie und Grenzgebiete der Psychologie. Band 47, 2005, S. 182–207.
- Außersinnliche Wahrnehmung unter Kontrolle organisierter Skeptiker. Zeitschrift für Anomalistik, 7, 2007, S. 236–269.
- Assessing psi ability via the Ball Selection Test: A challenge for psychometrics. In: D. Broderick; B. Goertzel (Hrsg.): Evidence for psi: Thirteen empirical research reports (S. 138–167). McFarland. Jefferson, NC 2015.
- Astrologie auf dem Prüfstand der Statistik. In: G. Mayer, M. Schetsche, I. Schmied-Knittel, D. Vaitl (Hrsg.): An den Grenzen der Erkenntnis. Handbuch der wissenschaftlichen Anomalistik (S. 315–331). Schattauer, Stuttgart 2015.